# Заплана (Врхника)
Заплана (словен. Zaplana) — поселення в общині Врхника, Осреднєсловенський регіон, Словенія.
Висота над рівнем моря: 664,3 м.